# イーゴリ・セルゲーエフ
イーゴリ・ドミトリーエヴィチ・セルゲーエフ（ロシア語: Игорь Дмитриевич Сергеев, イーガリ・ドミートリイェヴィチ・スィルギェーイェフ, Igor Dmitrievich Sergeyev, 1938年4月20日 - 2006年11月10日）は、ソビエト連邦及びロシア連邦の軍人・政治家である。1997年5月23日から2001年3月28日までボリス・エリツィン大統領とウラジーミル・プーチン大統領時代の3代目ロシア連邦国防相。1997年からロシア連邦元帥である。

## 経歴
1938年4月20日にソビエト連邦のウクライナ・ソビエト社会主義共和国のヴォロシーロフグラード州（現在のルハンスク州）ヴェルフニーに誕生する。1960年にP.S.ナヒーモフ名称黒海高等海軍学校を卒業し、1960年から1971年までソビエト連邦戦略ロケット軍で勤務。1973年にF.E.ジェルジンスキー名称軍事技術アカデミー指揮学部を修了し、1980年に参謀本部軍事アカデミーを卒業する。以後ロケット軍第一副司令官・戦略ロケット軍参謀次長・第一参謀次長・副総司令官を経て、1992年8月に戦略ロケット軍総司令官に就任する。
1997年5月にボリス・エリツィン大統領によってイーゴリ・ロジオノフ国防相が解任されると、ロジオノフの後任のロシア連邦国防相に就任した。同年11月に連邦元帥に昇進している。ロシア連邦国防相としてはロシア連邦軍における軍縮・将兵の定数削減・ソビエト連邦防空軍とロシア航空宇宙軍の統合などの軍制改革を推進した。徴兵制廃止による志願制職業軍人によって構成されるロシア連邦軍構想や陸海空3軍制への移行も計画した。
セルゲーエフは財政難によるロシア連邦軍再編に当たっては陸軍を削減し、近代化された核抑止能力を戦略ロケット軍に維持する方向で推進しようとしたが、陸上兵力の充実とロケット軍縮小を主張するアナトーリー・クワシュニン参謀総長との間で意見の対立があった。結局チェチェン紛争の深刻化に伴い、ウラジーミル・プーチンによって地上軍・通常戦力の強化と戦略ロケット軍の予算の大幅削減という路線が採られることとなった。
2001年3月にロシア連邦国防相を解任された。原子力潜水艦であるクルスク（クールスク）沈没事故の対応に対する責任を処断されたものと見られる。以後はウラジーミル・プーチン政権でロシア連邦大統領補佐官を務め、退役した高級将校の集まりである「ロシア連邦軍事指導者クラブ」のメンバーでもあった。 
悪性リンパ腫のために3年間療養生活を送っていたが、2006年11月10日に入院していたモスクワの軍病院で死去した。68歳であった。

## パーソナル
軍事科学博士。ロシア技術アカデミー・軍事科学アカデミーの会員であり、ロシア・ロケット・砲兵科学アカデミーの準会員である。

### 勲章
十月革命勲章・労働赤旗勲章・「武勲に対する」勲章・三等「ソ連軍における祖国への奉仕に対する」勲章・赤星勲章を受章。
| 公職                      | 公職                                    | 公職                    |
| ------------------------- | --------------------------------------- | ----------------------- |
| 先代 イーゴリ・ロジオノフ | ロシア連邦国防相 第3代：1997年 - 2001年 | 次代 セルゲイ・イワノフ |